# Открито първенство по снукър на Ирландия
Откритото първенство по снукър на Ирландия (на английски: Irish Open) е професионално състезание по снукър. Провежда само през един сезон - 1998/1999. През това време Откритото първенство по снукър на Ирландия е ранкинг турнира на Европа.

## Победители
| Година | Победител   | Опонент       | Краен резултат | Сезон     |
| ------ | ----------- | ------------- | -------------- | --------- |
| 1998   | Марк Уилямс | Алан МакМанъс | 9 – 4          | 1998/1999 |

| Портал | В Портал Снукър можете да намерите още много страници за снукър. |